# Coordinadora Andina de Organizaciones Indígenas
La Coordinadora Andina de Organizaciones Indígenas (CAOI) és una xarxa d'organitzacions indígenas de Bolívia, l'Equador, Xile, Colòmbia, el Perú i l'Argentina.

## Història
La CAOI va néixer en el seu Congrés Fundacional celebrat a la ciutat del Cusco durant els dies 15 i 17 de juliol de 2006. El seu objectiu és promoure la defensa de l'autodeterminació i el territori dels pobles indígenes, lluitar contra la criminalització de les demandes i la militarització del territori sota sobirania indígena, així com desenvolupar alternatives d'incidència política als fòrums internacionals.

## Organitzacions Afiliades
- Confederación de las Nacionalidades y Pueblos Kichwas del Ecuador (ECUARUNARI)
- Consell Nacional Aimara de Mallkus i T'allas (CONAMAQ) de Bolívia
- Confederación Nacional de Comunidades del Perú Afectadas por la Minería (CONACAMI)
- Coordinadora de Identidades Territoriales Mapuche (CITEM) de Xile.
- Organización Nacional Indígena de Colombia (ONIC)
- Confederación Campesina del Perú (CCP)
- Confederación Nacional Agraria de Perú (CNA)
- Unión de Nacionalidades Aymaras UNCA de Perú
- Federación de Mujeres de Yauli FEMUCAY de Perú
- Asociación Nacional de Maestros de Educación Bilingüe Intercultural ANAMEBI de Perú
- Consejo de Productores Alpaqueros del Norte de Ayacucho COPUCA de Perú
- Confederación Sindical Única de Trabajadores Campesinos de Bolivia CSUTCB
- Confederación Nacional de Mujeres Bartolina Sisa de Bolivia
- Organización de Naciones y Pueblos Originarios en Argentina ONPIA